# Ouderenunie
De Ouderenunie was een Nederlandse politieke partij. De Ouderenunie was de opvolger van de Unie 55+, waarvoor Bertus Leerkes van 1994 tot 1998 in de Tweede Kamer zat. De partij zette zich vooral in voor de behartiging van de belangen van ouderen, maar wilde het algemeen maatschappelijk belang niet uit het oog verliezen. Met de Algemene Senioren Partij fuseerde de partij eind 2001 tot de Verenigde Senioren Partij. Aan de Tweede Kamerverkiezingen van 2002 werd nog wel deelgenomen via een gecombineerde lijst met de Vrije Indische Partij (VIP), maar dat leverde geen zetels op.

## Beginselen
Volgens de beginselverklaring is de Ouderenunie een vrije democratische politieke beweging die de Universele Verklaring van de Rechten van de Mens ondersteunt. De Ouderenunie wil zich in het bijzonder inzetten voor de belangenbehartiging van ouderen in Nederland, zonder het algemeen maatschappelijk belang uit het oog te verliezen. Ook wordt gestreefd naar evenredige vertegenwoordiging van ouderen in politiek en bestuur. Volgens de Ouderenunie mogen de niet-productieve leden van de maatschappij niet als tweederangs burgers beschouwd worden.
Andere beginselen zijn:
- Sociale rechtvaardigheid met als uitgangspunt gelijke rechten, plichten en kansen voor iedereen, ongeacht leeftijd, sekse, ras of religie;
- Een maatschappij waarin mensen verantwoordelijkheid dragen voor elkaar, respect hebben voor hun medemens, de omgeving waarin men woont, de natuur en het milieu;
- De kwaliteit van het leven staat centraal;
- Het behoud van normen en waarden moet de grondslag zijn van het dagelijks leven;
- De kwaliteit van leven voor alle burgers moet gegarandeerd zijn, ook een welvaartsvast inkomen.

De Ouderenunie heeft als missie geformuleerd dat in elk economisch klimaat aandacht besteed moet worden aan de kwetsbare groepen in de samenleving, waarvan het sociaal en economisch fundament versterkt moet worden. Volgens de Ouderenunie moet ook beter gebruikgemaakt worden van de mogelijkheden die economische groei biedt in het zoeken naar duurzame oplossingen voor problemen rond onderwijs, (medische) zorg, ouderenbeleid, veiligheid en asielbeleid.

## Verkiezingsprogramma
Enkele speerpunten in het partij- en verkiezingsprogramma 2002-2006 van de Ouderenunie zijn:
- meer misdaadpreventie, stadswachten en meer aandacht voor slachtoffers van criminaliteit;
- een gewaarborgde, welvaartsvaste AOW die niet mag worden gekoppeld aan de overige uitkeringen;
- meer handen aan het bed, modernisering en uitbreiding van het aantal verpleeg- en verzorgingshuizen, verruiming en vereenvoudiging van persoonsgebonden budgetten in de zorg en uitbreiding van het aantal opleidingsplaatsen voor huisartsen, tandartsen en verpleegkundigen;
- hogere budgetten voor ouderenzorg;
- huurstijging mag niet hoger zijn dan de inflatie.

## Historische ontwikkeling
De Ouderenunie was voorheen actief onder de naam Unie 55+. De Unie 55+ behaalde bij de Tweede-Kamerverkiezingen van 1994 één zetel, en werd in de periode 1994-1998 in de Tweede Kamer vertegenwoordigd door Bertus Leerkes.
Aan de Tweede Kamerverkiezingen van 15 mei 2002 nam de Ouderenunie deel via een gezamenlijke lijst met de Vrije Indische Partij. Deze combinatie wist geen zetels te behalen. Ben Otten was namens de Ouderenunie een van de duo-lijsttrekkers op de lijst; de andere lijsttrekker was Rob Koop namens de Vrije Indische Partij.